# Mennica w Poznaniu

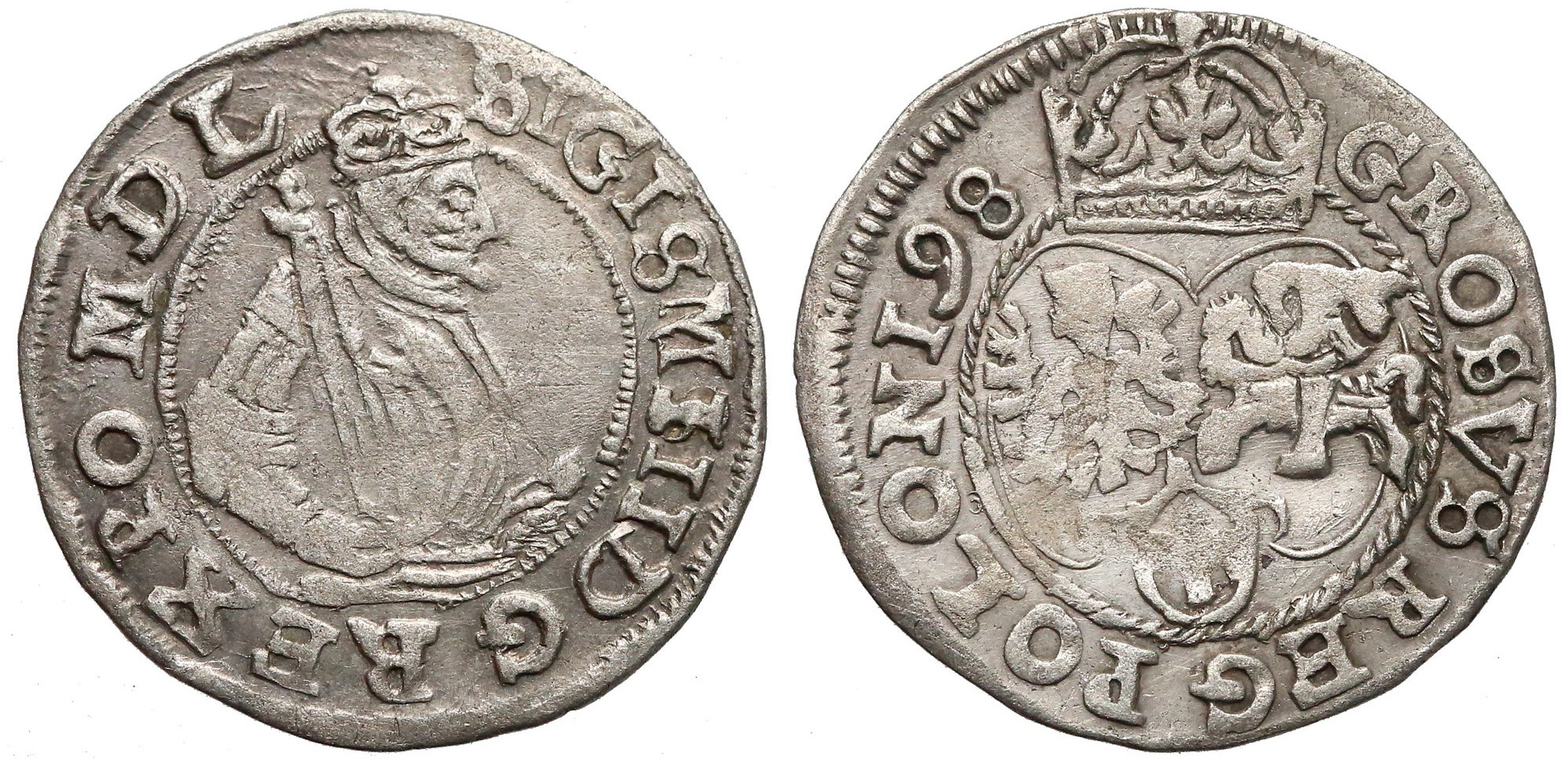
Grosz koronny (1598) bity w Poznaniu

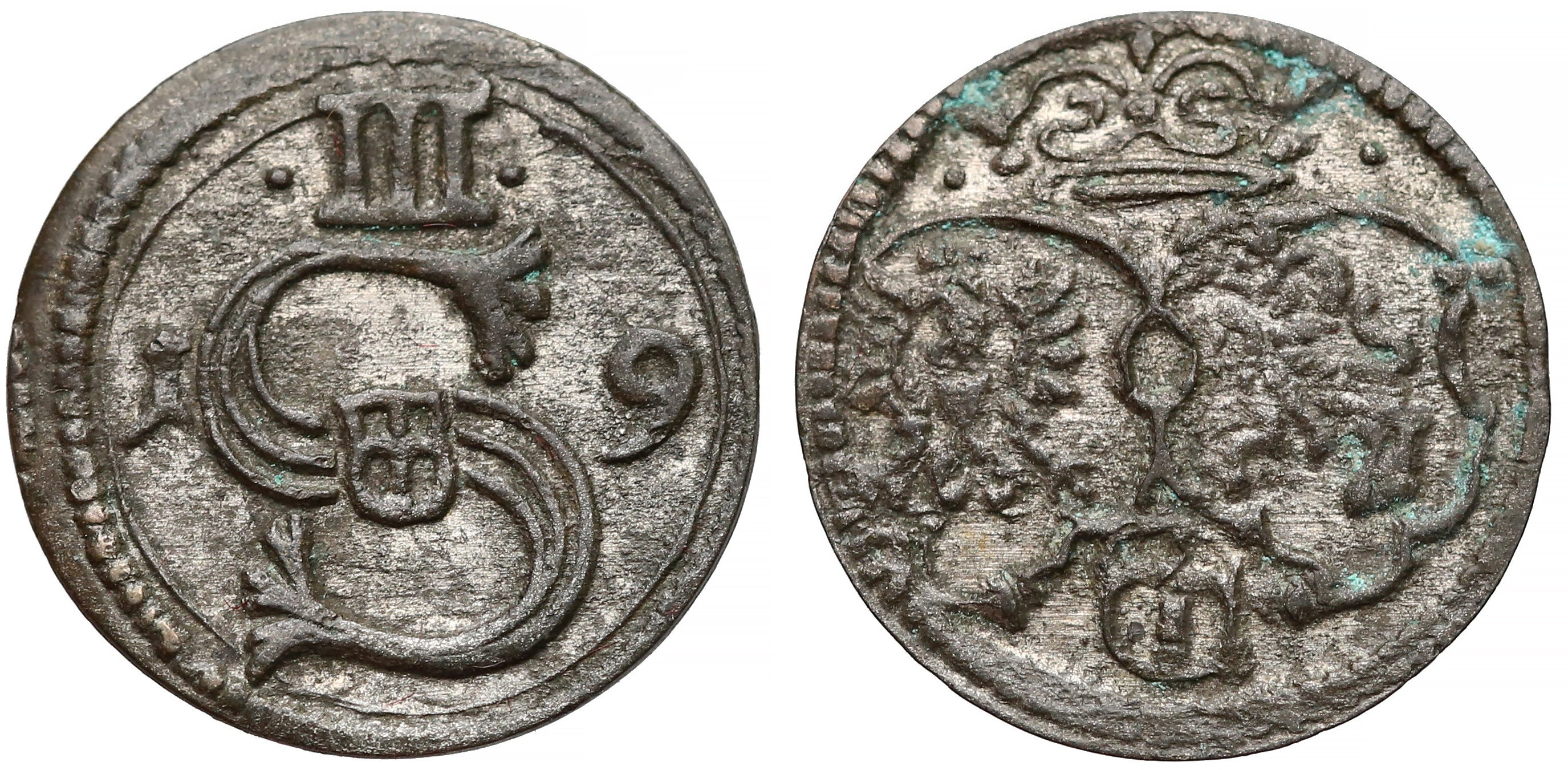
Trzeciak koronny (1619) z Poznania

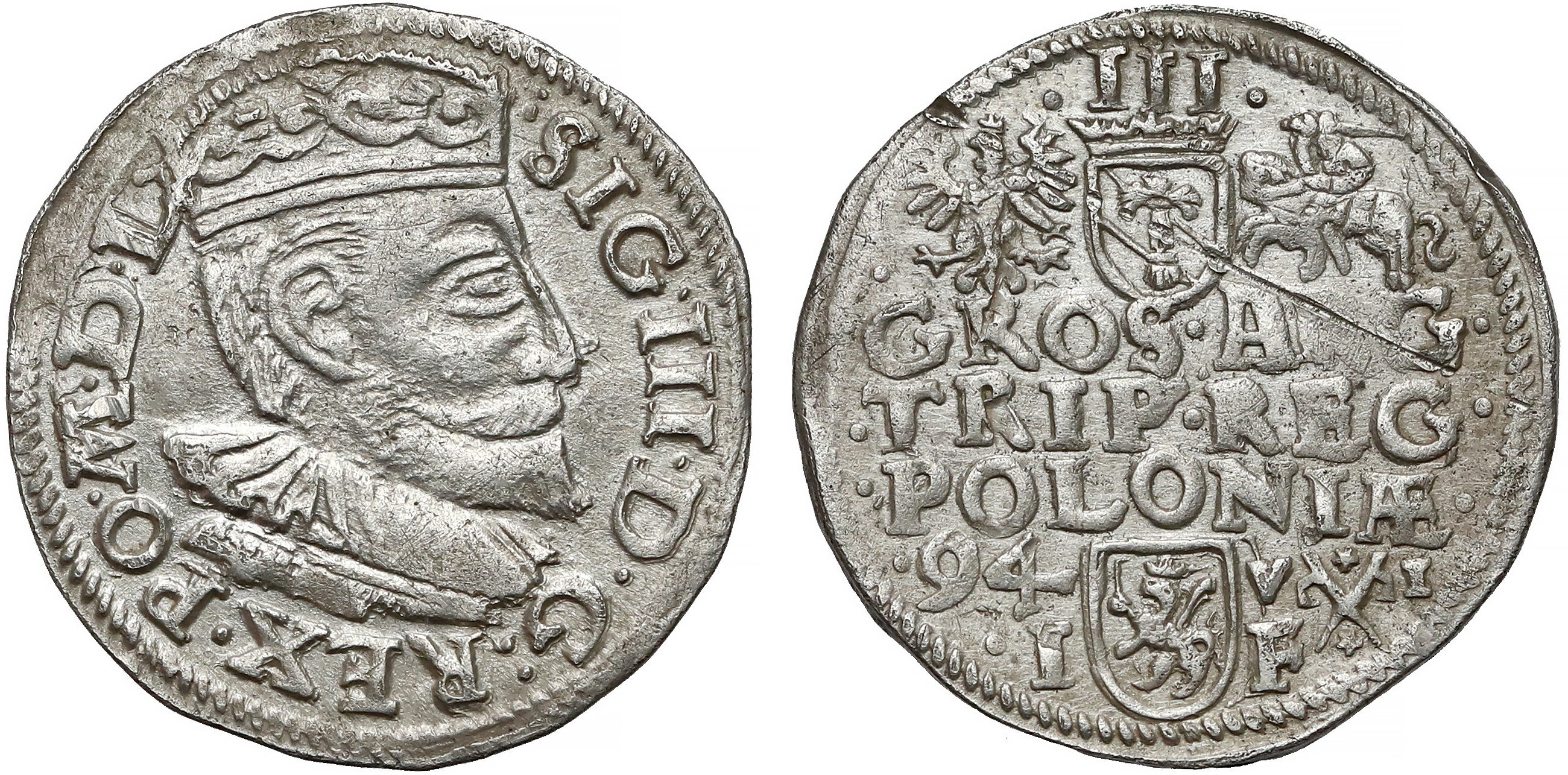
Trojak (1594) Zygmunta III Wazy z Poznania

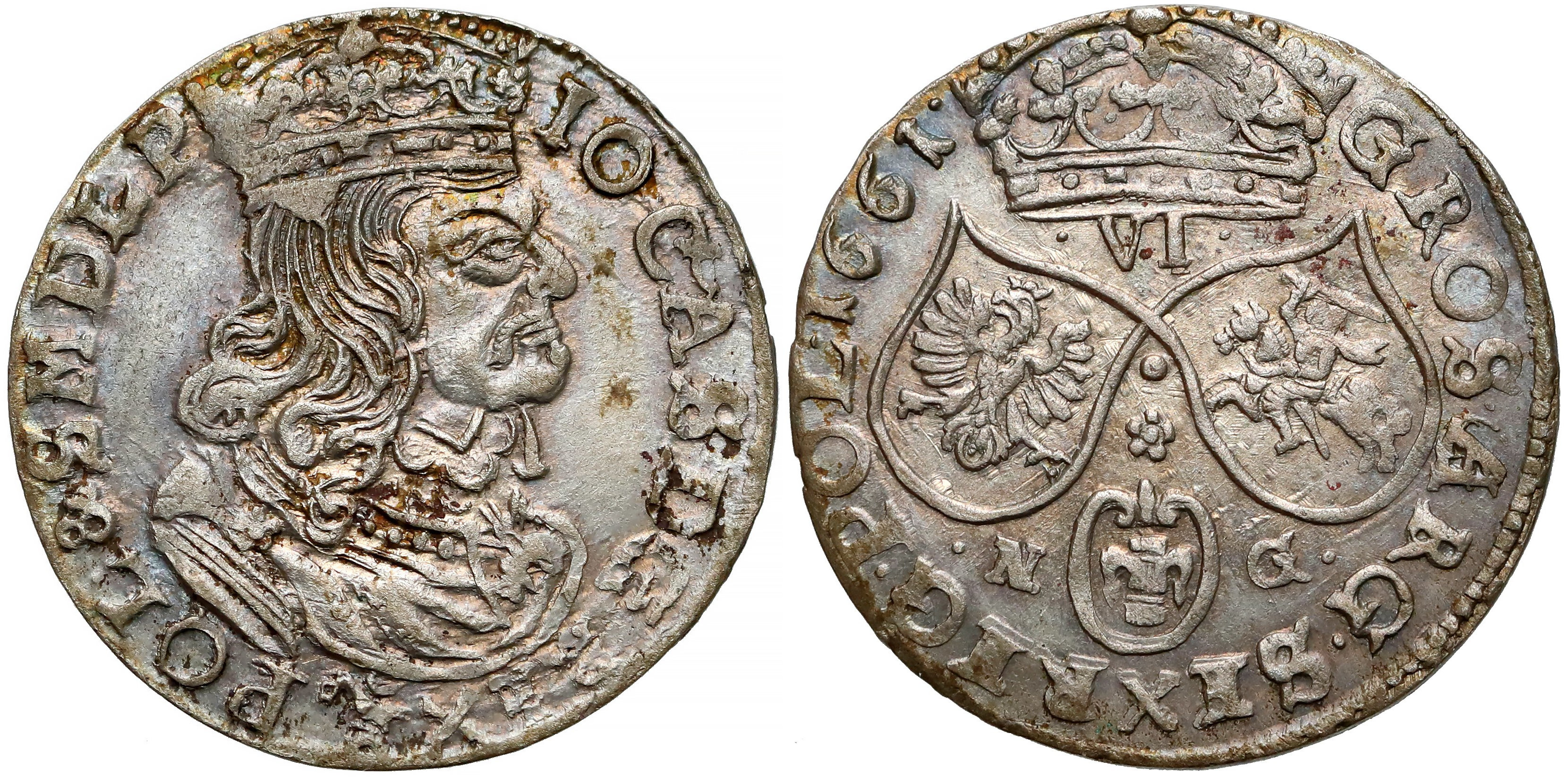
Szóstak (1661) Jana II Kazimierza z Poznania

Mennica w Poznaniu – działająca w mieście mennica:
- książęca, z której za pewne pochodzi większość typów denarów Bolesława I Chrobrego,
- miejska, w której bito:
  - denary za panowania:
    - Kazimierza Wielkiego (MONETA POSNANIE),
    - Ludwika Węgierskiego,
    - Jadwigi,
    - Władysława Jagiełły,

  - za panowania Zygmunta III:
    - denary (1601–1614, bez daty),
    - trzeciaki (1603–1611, 1613, 1615–1616, 1624, 1626–1627),
- koronna, w której bito:
  - za panowania Stefana Batorego:
    - szelągi (1583–1586).
    - trojaki (1584–1587),
    - dukaty (1586),

  - za panowania Zygmunta III:
    - denary (bez daty).
    - szelągi (1588–1589, 1591–1597, 1599),
    - grosze (1597–1598),
    - trojaki (1588–1601).
    - półtalary medalowe (1599),
    - talary medalowe (1590, 1600, 1612),
    - dukaty (1588–1590, 1592),
    - portugały (1592),

  - za panowania Jana Kazimierza
    - denary (1652–1653),
    - szelągi (1652),
    - trojaki (1654),
    - szóstaki (1651, 1661–1662).
    - orty (1651–1659),
    - talary (1652),
    - dukaty (1651–1654, 1660),
    - dwudukaty (1652, 1654–1655, 1658, 1661–1662).

Pod zarządem Walentego Jahnsa (za panowania Zygmunta III) zakład mieścił się w budynku murowanym przy ulicy Psiej.